# 格德火山
格德火山（印度尼西亞語：Gunung Gede）是印度尼西亞的火山，位於爪哇島西部，由西爪哇省負責管轄，海拔高度2,958米，與龐朗奧火山組成雙火山，最近一次火山爆發在1957年。